# EuroHockey Club Champions Cup (Herren, Halle)
Der EuroHockey Club Cup (Herren-Halle) ist ein von der European Hockey Federation (EHF) ausgetragener Wettbewerb, in dem die Herren-Hallenhockeymeister Europas startberechtigt sind. Im Gegensatz zu Europapokalwettbewerben anderer Sportarten wird der 1990  eingeführte EuroHockey Club Champions Cup in Turnierform ausgespielt. Das ehemals als Europapokal der Landesmeister bekannte Turnier findet jedes Jahr im Januar oder Februar statt.
Bisher konnten Teams aus vier Ländern den Pokal gewinnen. Dabei stellt Deutschland mit 26 Titeln die erfolgreichste Nation, gefolgt von zwei polnischen, einem schweizerischen, einem spanischen und einem schwedischen Pokalgewinn. Rekordsieger Rot-Weiss Köln entschied das Turnier neunmal für sich, von 1993 bis 1996 viermal hintereinander. Aktueller Titelträger ist der deutsche Club Der Club an der Alster, welcher im Finale am 16. Februar 2020 den SV Arminen Wien mit 3:1 besiegte.

## Austragungsmodus
Acht Mannschaften, jeweils Meister ihres Landes, spielen den Titel aus. Die teilnehmenden Länder sind diejenigen, deren Meister im Vorjahr die ersten sechs Plätze belegten, und die beiden Länder, deren Clubs ein Jahr vorher in der zweitklassigen EuroHockey Club Champions Trophy das Finale erreicht hatten. Die beiden letztplatzierten Länder des Cups steigen in die Trophy ab. Dieselben Auf- und Abstiegsregeln gibt es zur drittklassigen Challenge I und viertklassigen Challenge II.

## Siegerliste
| Jahr | Austragungsort      | Champion               |             |
| ---- | ------------------- | ---------------------- | ----------- |
| 2020 | Poznań              | Der Club an der Alster | Deutschland |
| 2019 | Wien                | Partille SC            | Schweden    |
| 2018 | Wettingen           | KTHC Rot-Weiss Köln    | Deutschland |
| 2017 | Wien                | HTC Uhlenhorst         | Deutschland |
| 2016 | Hamburg             | Harvestehuder THC      | Deutschland |
| 2015 | Mülheim an der Ruhr | HTC Uhlenhorst         | Deutschland |
| 2014 | East Grinstead      | Harvestehuder THC      | Deutschland |
| 2013 | Lille               | Rot-Weiss Köln         | Deutschland |
| 2012 | Hamburg             | Der Club an der Alster | Deutschland |
| 2011 | Luzern              | Mannheimer HC          | Deutschland |
| 2010 | Köln                | Rot-Weiss Köln         | Deutschland |
| 2009 | Rüsselsheim         | Rüsselsheimer RK       | Deutschland |
| 2008 | Perth               | Crefelder HTC          | Deutschland |
| 2007 | Lille               | KS Pocztowiec          | Polen       |
| 2006 | Bad Dürkheim        | Dürkheimer HC          | Deutschland |
| 2005 | Wien                | Club an der Alster     | Deutschland |
| 2004 | Espinho             | Münchner SC            | Deutschland |
| 2003 | Hamburg             | KS Pocztowiec          | Polen       |
| 2002 | Terrassa            | HC Rotweiss Wettingen  | Schweiz     |
| 2001 | Wettingen           | Dürkheimer HC          | Deutschland |
| 2000 | Bad Dürkheim        | Dürkheimer HC          | Deutschland |
| 1999 | Lille               | Atlètic Terrassa       | Spanien     |
| 1998 | Hamburg             | Harvestehuder THC      | Deutschland |
| 1997 | Köln                | Harvestehuder THC      | Deutschland |
| 1996 | Wien                | Rot-Weiss Köln         | Deutschland |
| 1995 | Lille               | Rot-Weiss Köln         | Deutschland |
| 1994 | Köln                | Rot-Weiss Köln         | Deutschland |
| 1993 | Wien                | Rot-Weiss Köln         | Deutschland |
| 1992 | Amiens              | Limburger HC           | Deutschland |
| 1991 | Limburg an der Lahn | Rot-Weiss Köln         | Deutschland |
| 1990 | Amiens              | Rot-Weiss Köln         | Deutschland |

## Weblink
- https://eurohockey.org/